# Society of Antiquaries of London
Society of Antiquaries of London (SAL) er et videnskabsakademi der blev etableret i 1751 ved Royal Charter til at fremme udviklingen, studier og viden i antikviteter og historie. Society of Antiquaries of London har hovedkvarter i Burlington House, Piccadilly, London (en bygning ejet af Storbritanniens regering), og det er registreret som velgørenhedsorganisation.
I 2020 havde Society of Antiquaries of London omkring 3.300 medlemmer (såkaldte fellows).